# San Carlo ai Catinari

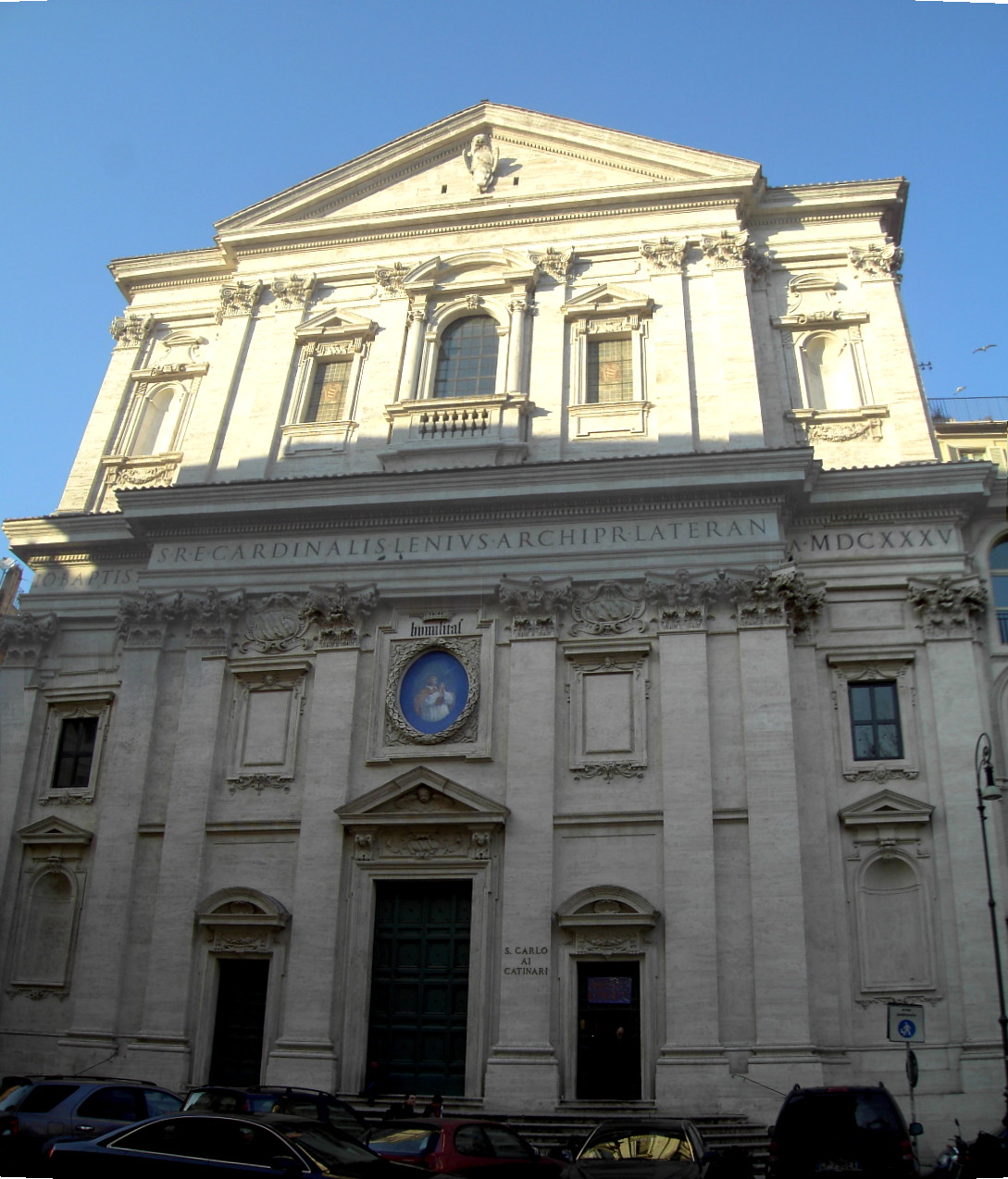
Kirche San Carlo ai Catinari (Sant’Eustachio, Rom)

San Carlo ai Catinari ist eine Kirche in Rom aus dem 17. Jahrhundert und unter dem Patrozinium Santi Biagio e Carlo ai Catinari (lateinisch Sancti Blasii et Caroli ad Catinarios) eine Titeldiakonie der römisch-katholischen Kirche. Sie enthält u. a. Fresken von Domenichino und ein Gemälde von Pietro da Cortona.
Die Kirche war Sitz der gleichnamigen Pfarrei, die am 14. September 2020 aufgelöst wurde.

## Lage
Die Kirche liegt im VIII. römischen Rione Sant’Eustachio an der Piazza Benedetto Cairoli etwa 200 m südwestlich des Largo di Torre Argentina.

## Namensgebung und Baugeschichte
Den Beinamen erhielt die Kirche von den umliegenden Werkstätten, in denen u. a. Krüge und Waschbecken (italienisch catini) hergestellt wurden.
Die Bauarbeiten begannen 1612 nach Entwürfen von Rosato Rosati. Die Fassade wurde 1635 von Giovanni Battista Soria fertiggestellt. Drei Jahre später wurde die Apsis errichtet, die Bauarbeiten insgesamt wurden 1650 abgeschlossen.

## Grundstruktur
Den Grundriss der Kirche bildet ein griechisches Kreuz, das Langhaus öffnet sich in Seitenkapellen. Über der Vierung erhebt sich eine Kuppel.

## Äußeres

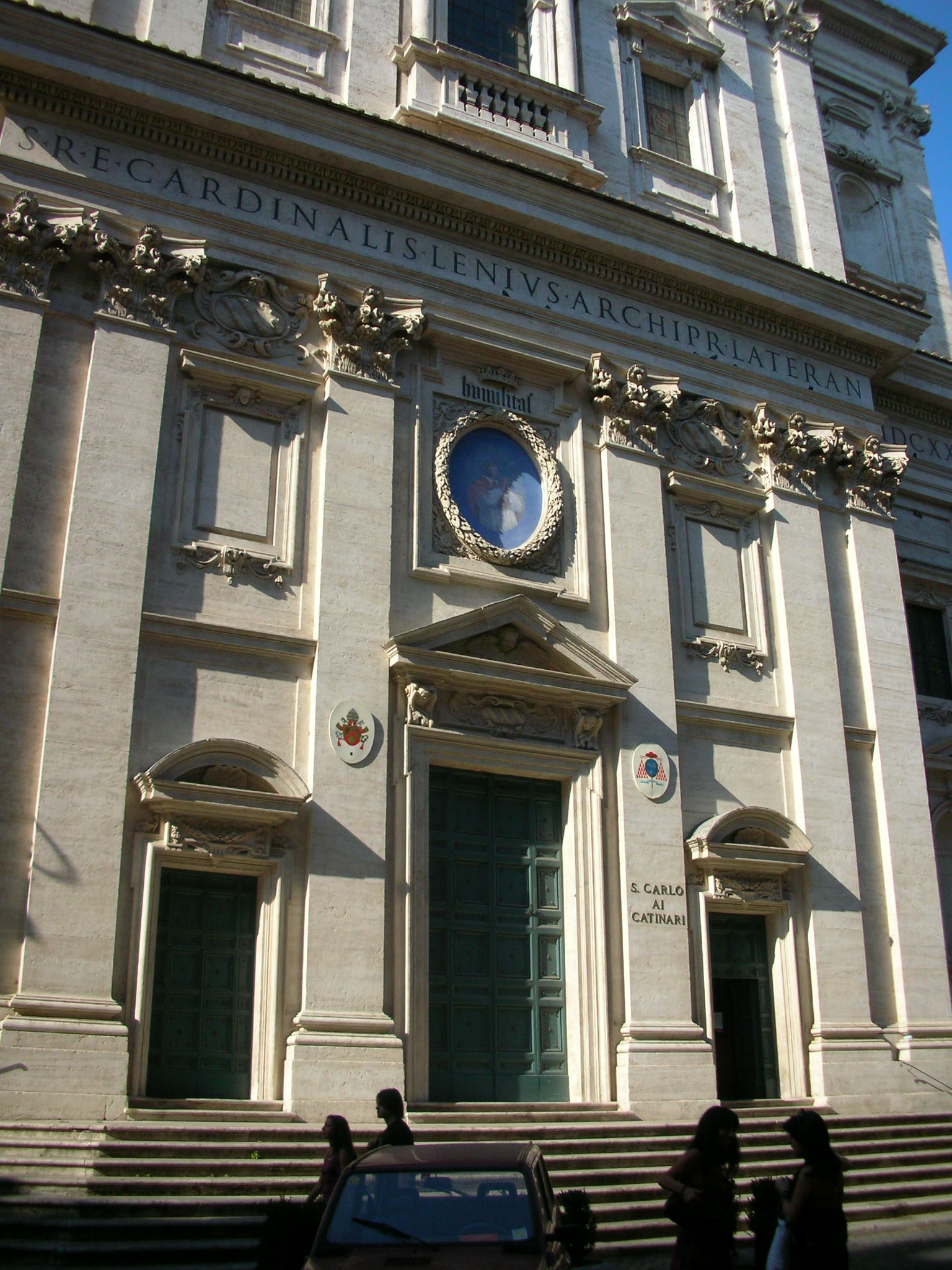
Detail der Fassade

Die Fassade ist eine breite Barockfassade. Sie ist in fünf vertikale Achsen gegliedert, von denen die drei mittleren in Form eines Risalites hervortretend ausgeführt sind. Die begrenzenden Pilaster tragen korinthische Kapitelle. Die Fassade wird horizontal von einem kräftigen Gesims in zwei Stockwerke geteilt. Fensterblenden und Nischen teilen die Fassade weiter ein.

## Inneres
Das Innere der Kirche wird dominiert von den mächtigen Pfeilern, über denen sich die Kuppel erhebt. Dem Stil der Zeit folgend ist das Innere prächtig in hochbarocken Formen gestaltet. Das Tonnengewölbe über dem Langhaus ist geometrisch kassettiert, zum Langhaus hin öffnen sich Seitenkapellen. Die Pilaster der Seitenwände tragen korinthische Kapitelle. Zwischen den Fenstern befinden sich Fresken von Francesco Coghetti.

## Kuppel

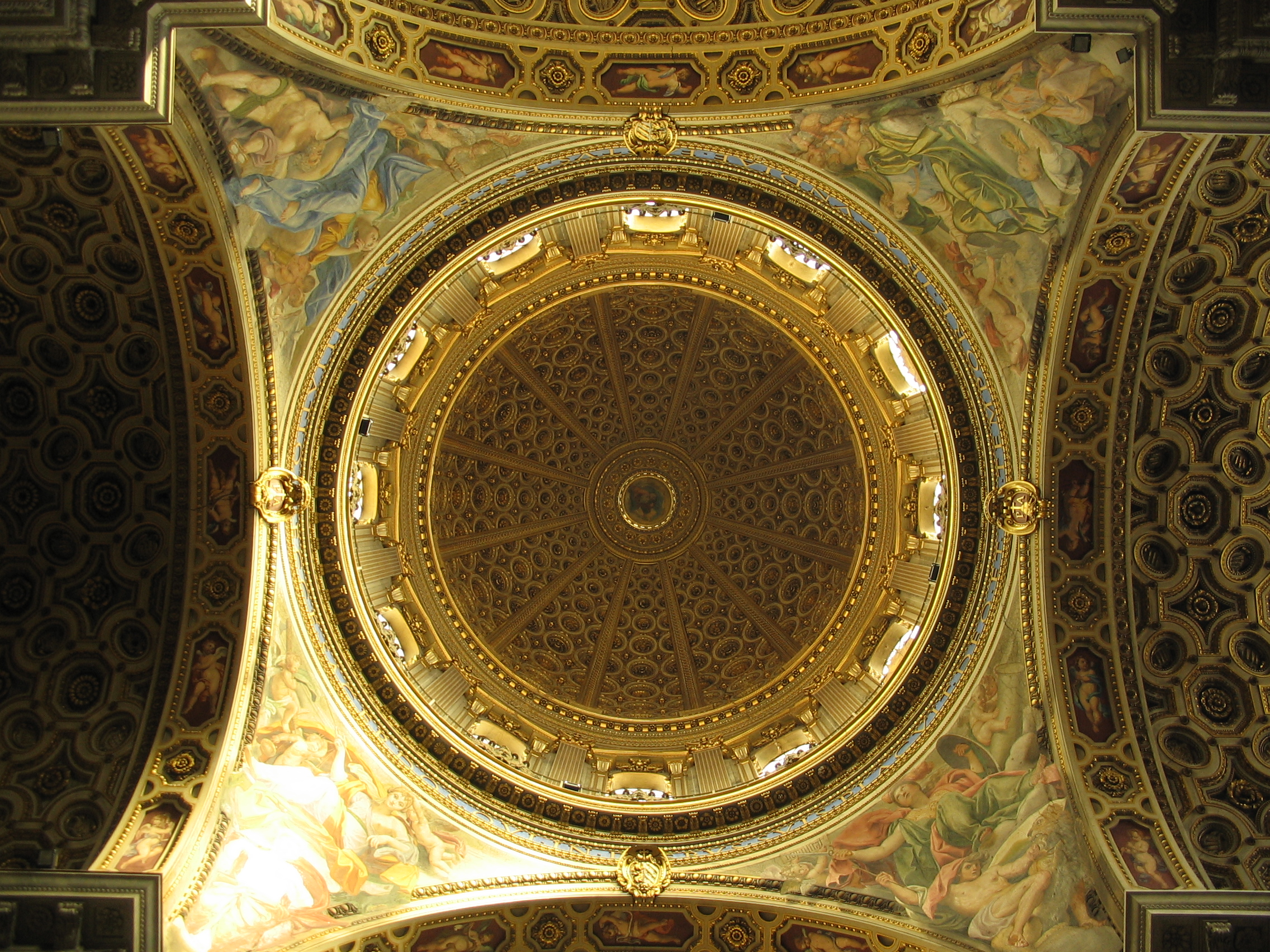
Blick in die Kuppel

Der Kuppeltambour wird von zwölf Fenstern durchbrochen. An den Kuppelkonsolen befinden sich vier Fresken von Domenichino, sie stellen die vier Kardinaltugenden dar (Weisheit, Tapferkeit,Besonnenheit und Gerechtigkeit).

## Ausstattung

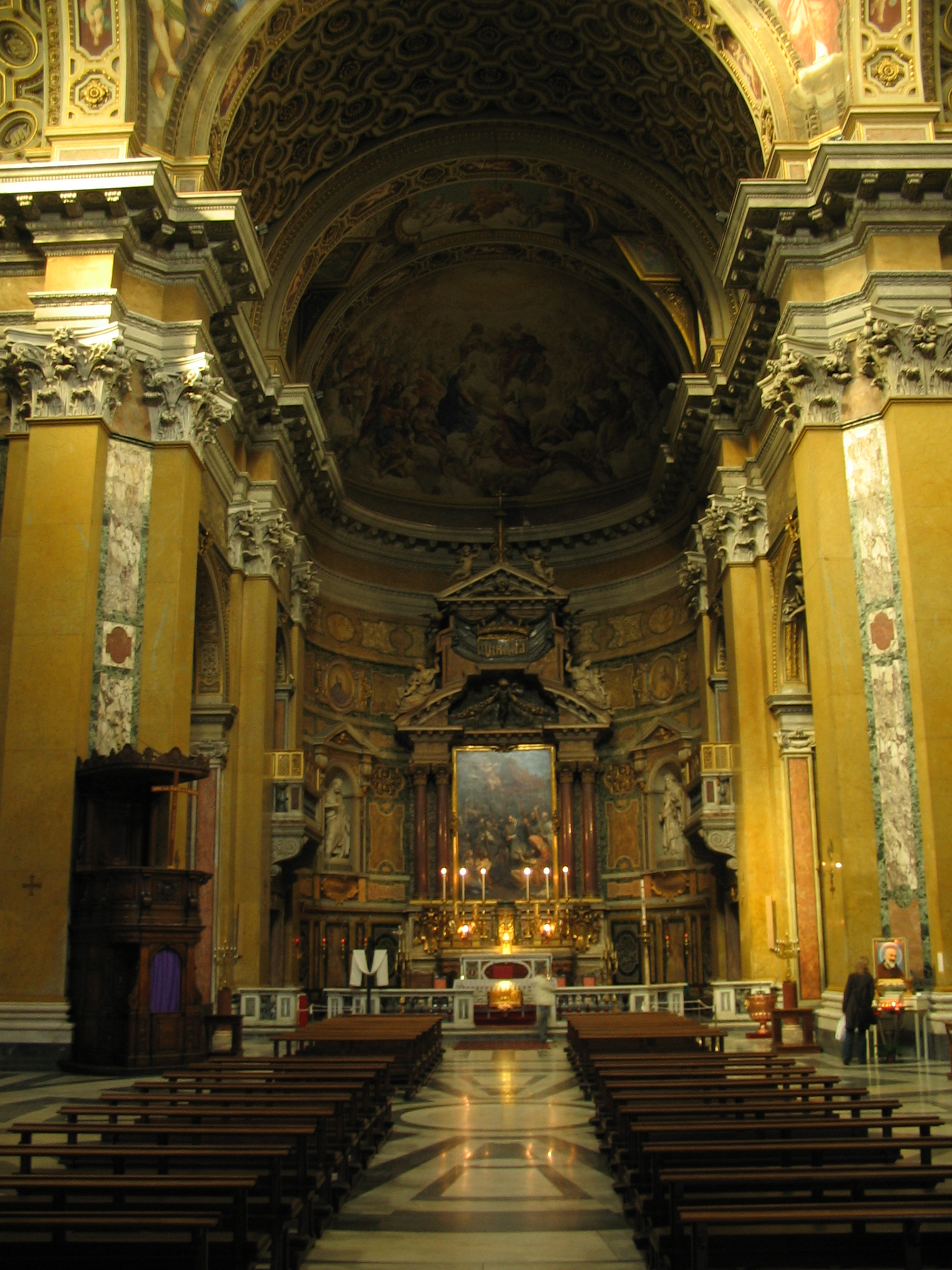
Das Innere der Kirche

### Apsis und Altar
Die Apsis wurde von Giovanni Lanfranco mit Die Auffahrt des Hl. Karl Borromäus freskiert. Es wurde 1647 fertig und war sein letztes Werk. Der Hochaltar wurde von Martino Longi d. J. geschaffen. Das Altarbild stellt den Hl. Karl Borromäus, einen Nagel vom Kreuz Christ tragend, dar und wurde von Pietro da Cortona angefertigt.

### Sakristei
In der Sakristei befindet sich ein Fresko von Guido Reni. Dieses stellt den Hl. Karl Borromäus beim Gebet dar.

### Weitere Kunstwerke
Das Altarbild des linken Querarmes stellt Der Tod der Hl. Anna dar und wurde von Andrea Sacchi gemalt. Rechts des Eingangs befindet sich auf dem dortigen Altar die Verkündigung von Giovanni Lanfranco. In der Kirche befindet sich weiterhin ein Triptychon mit der Darstellung der Mutter Gottes zwischen Johannes dem Täufer und dem Erzengel Michael. Das Bild wurde von Leonardo da Roma im Jahr 1453 geschaffen. Bemerkenswert hieran ist, dass inmitten der Frührenaissance dieses Gemälde noch in spätgotischer Form gemalt wurde.

## Nachwirkungen

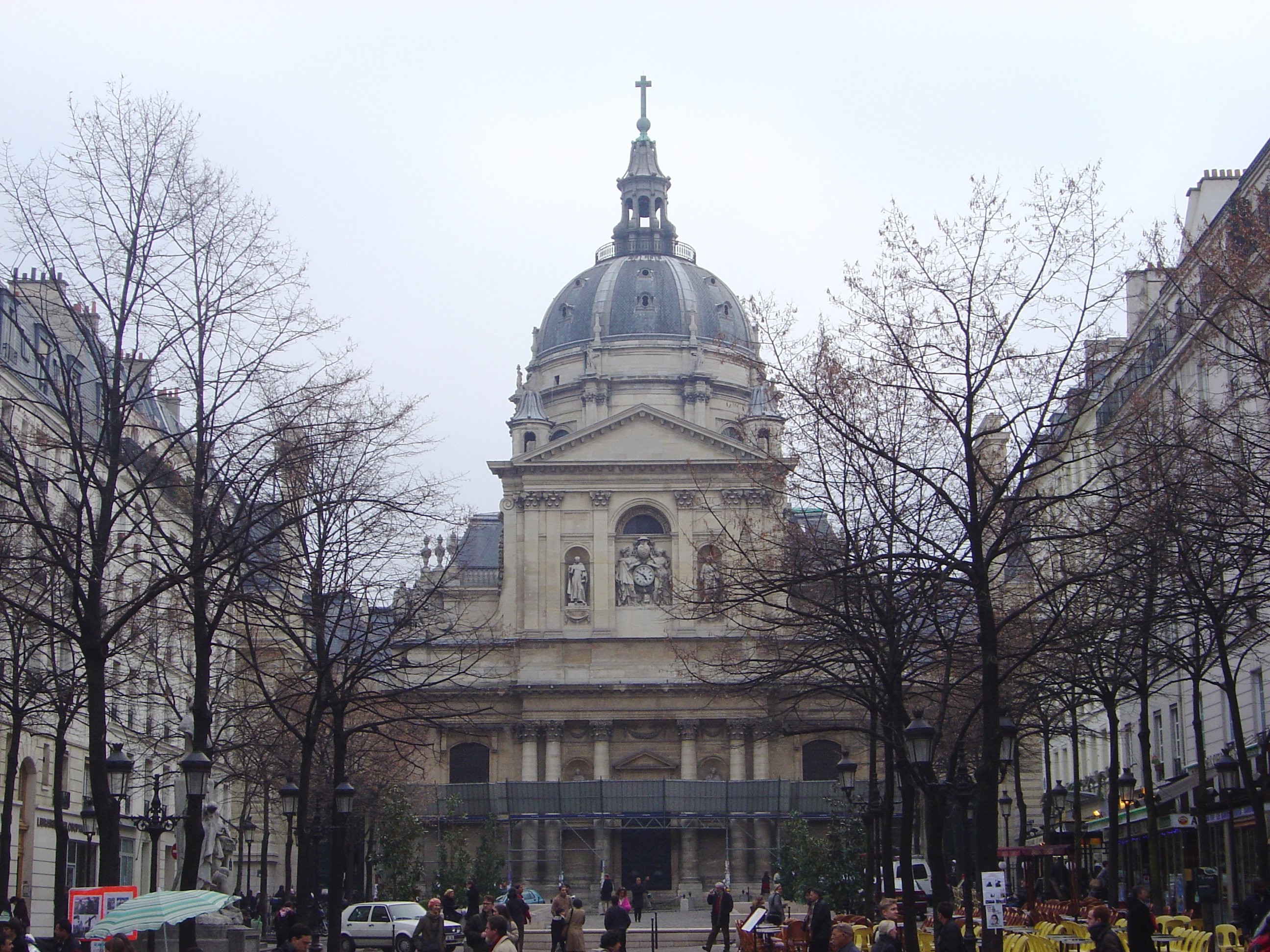
Universitätskapelle Ste. Ursule (Sorbonne)

Der Bau könnte Vorbild für die Kirche Ste. Ursule in der Sorbonne gewesen sein. Diese wurde 1635 begonnen, Baumeister war Jacques Lemercier, der sich zuvor in Rom aufgehalten und u. a. die Bauwerke Giacomo della Portas studiert hatte.

## Kardinalpriester
Zwischen dem 17. Oktober 1616 und 1627 war sie eine Titelkirche. Folgende Kardinäle trugen den Titel:
- Ottavio Belmosto (Belmusti) (17. Oktober 1616 – 16. November 1618)
- Luigi Capponi (5. Mai 1621 – 2. Mai 1622, dann Kardinalpriester von San Pietro in Vincoli)
- Giovanni Dolfin (23. August 1622 – 25. November 1622)[4]

## Kardinaldiakone
Papst Johannes XXIII. errichtete die Titeldiakonie am 2. Dezember 1959. Seither hatten folgende Kardinäle deren Titel inne:
- Arcadio María Larraona Saralegui, C.M.F. (14. Dez. 1959 bis 28. April 1969, dann Kardinalpriester von Sacro Cuore di Maria)
- Luigi Raimondi (5. März 1973 bis 24. Juni 1975)
- Giuseppe Maria Sensi (24. Mai 1976 bis 22. Juni 1987, dann Kardinalpriester von Regina Apostolorum)
- Angelo Felici (28. Juni 1988 bis 17. Juni 2007)
- Leonardo Sandri (seit 24. November 2007; seit 28. Juni 2018 Kardinalbischof pro hac vice)